# Cebadilla 2da. Sección
Cebadilla 2da. Sección är en ort i Mexiko.   Den ligger i kommunen Tapachula och delstaten Chiapas, i den sydöstra delen av landet, 900 km sydost om huvudstaden Mexico City. Cebadilla 2da. Sección ligger 59 meter över havet och antalet invånare är 1 000.
Terrängen runt Cebadilla 2da. Sección är platt. Runt Cebadilla 2da. Sección är det ganska tätbefolkat, med 124 invånare per kvadratkilometer. Närmaste större samhälle är Tapachula, 10,7 km nordost om Cebadilla 2da. Sección. Trakten runt Cebadilla 2da. Sección består till största delen av jordbruksmark.